# El Aaiún
El Aaiún este cel mai mare oraș din Sahara Occidentală.